# The Wohlstandskinder
The Wohlstandskinder (auch unter der Kurzform W$K, von 1995 bis 2000 unter dem Namen Wohlstandskinder, 2001 auch unter dem Pseudonym Kindakacke bekannt) war eine seit dem Jahr 1995 bestehende deutsche Punk- und Rockband (Eigenbezeichnung: „Provinzrock“) aus Overath. Sie gaben am 17. Dezember 2005 in Köln ihr Abschiedskonzert mit Kapelle Petra und lösten sich danach auf.

## Geschichte
Neben einigen Singles veröffentlichte die Band sechs Studioalben und war zudem auf diversen Samplern vertreten.
Zu den Songs Wie ein Stern und Kein Radiosong wurden auch Videos produziert. Letzteres wurde von VIVA ausgestrahlt. In dem Musikmagazin Visions waren die Wohlstandskinder in der Ausgabe Nr. 85 im April 2000 auf der dem Heft beiliegenden Compilation-CD All Areas Vol.2 neben Bands wie Bad Religion, Fishbone und The (International) Noise Conspiracy mit dem Song Wir sehen uns in Las Vegas vertreten.
Auf ihren Konzerten spielten sie unter anderem als Vorband von The Offspring, Sum 41, H-Blockx, Die Happy, Donots, Tomte und Dover.
2005 machte die Band zum zehnjährigen Bestehen eine Tournee mit über 40 Konzerten.
Am 11. November 2005 erschien eine Doppel-Live-CD, zusammengestellt aus Stücken der Frühjahrstour. Im Dezember folgte eine Doppel-DVD. Beide tragen den Titel Zwischen Image und Gewohnheit. Auf der Doppel-DVD finden sich neben einem Zusammenschnitt von mehreren Konzerten der Band auch noch zahlreiche Extras.
Caddy und Türk Travolta spielten zusammen mit Claus und Hasan von Ex-Knochenfabrik auch bei Casanovas Schwule Seite. Caddy war außerdem von 2006 bis Februar 2007 Schlagzeuger bei Schrottgrenze, und bis 2010 bei seiner Band Hello Bomb, als auch bei Angelika Express, wo er als Livemusiker agiert, aktiv. Seit 2010 spielt er bei den Chefdenkern. Tobias Röger (Silver) war von 2006 bis 2012 Frontmann seiner neuen Band „TON“. Darüber hinaus arbeitet er als Songwriter und Produzent und hat unter anderem das Debütalbum von Rakis neuer Band Schmeisig produziert.

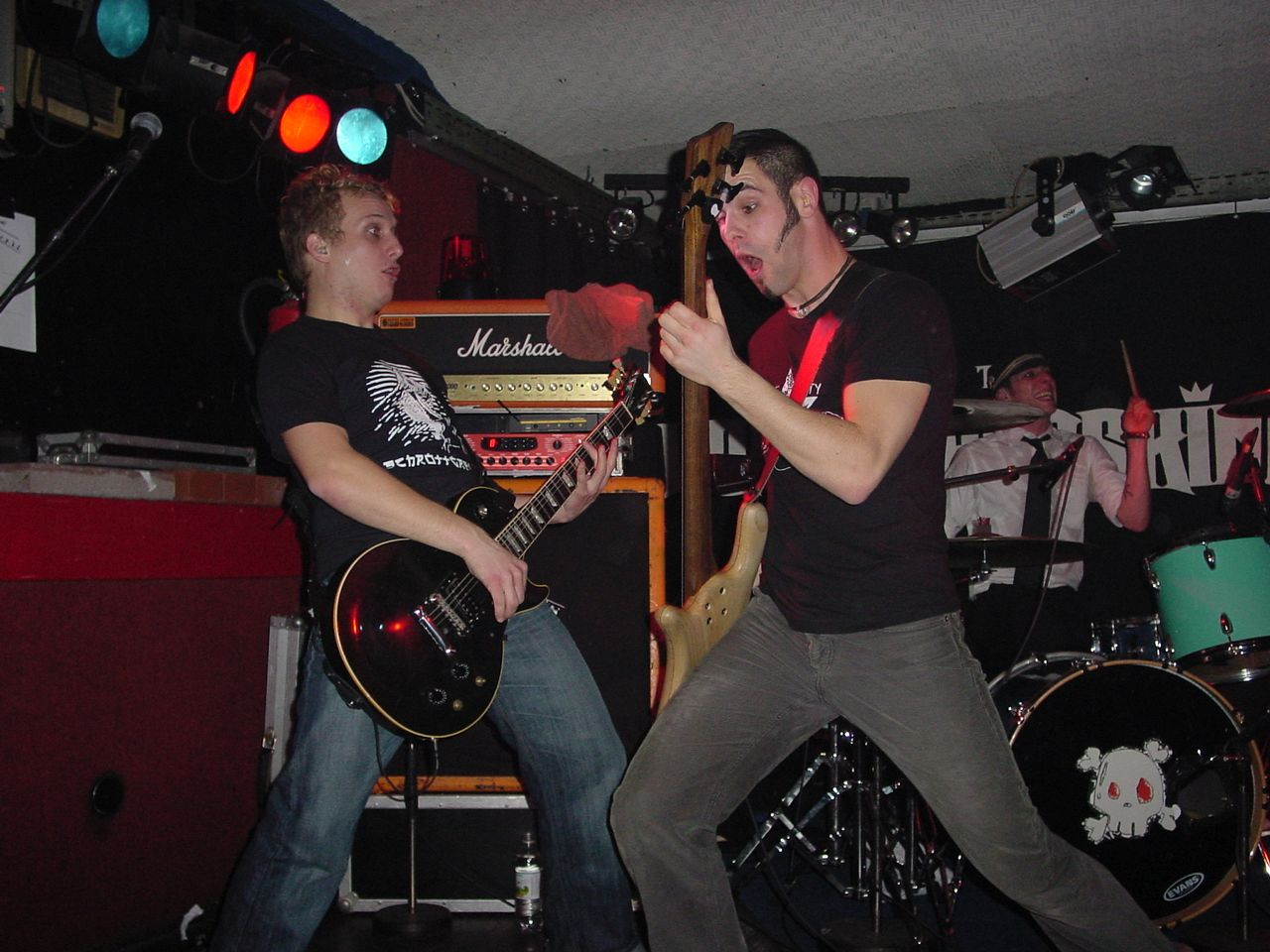
The Wohlstandskinder im Heidelberger Schwimmbad-Club (2003)

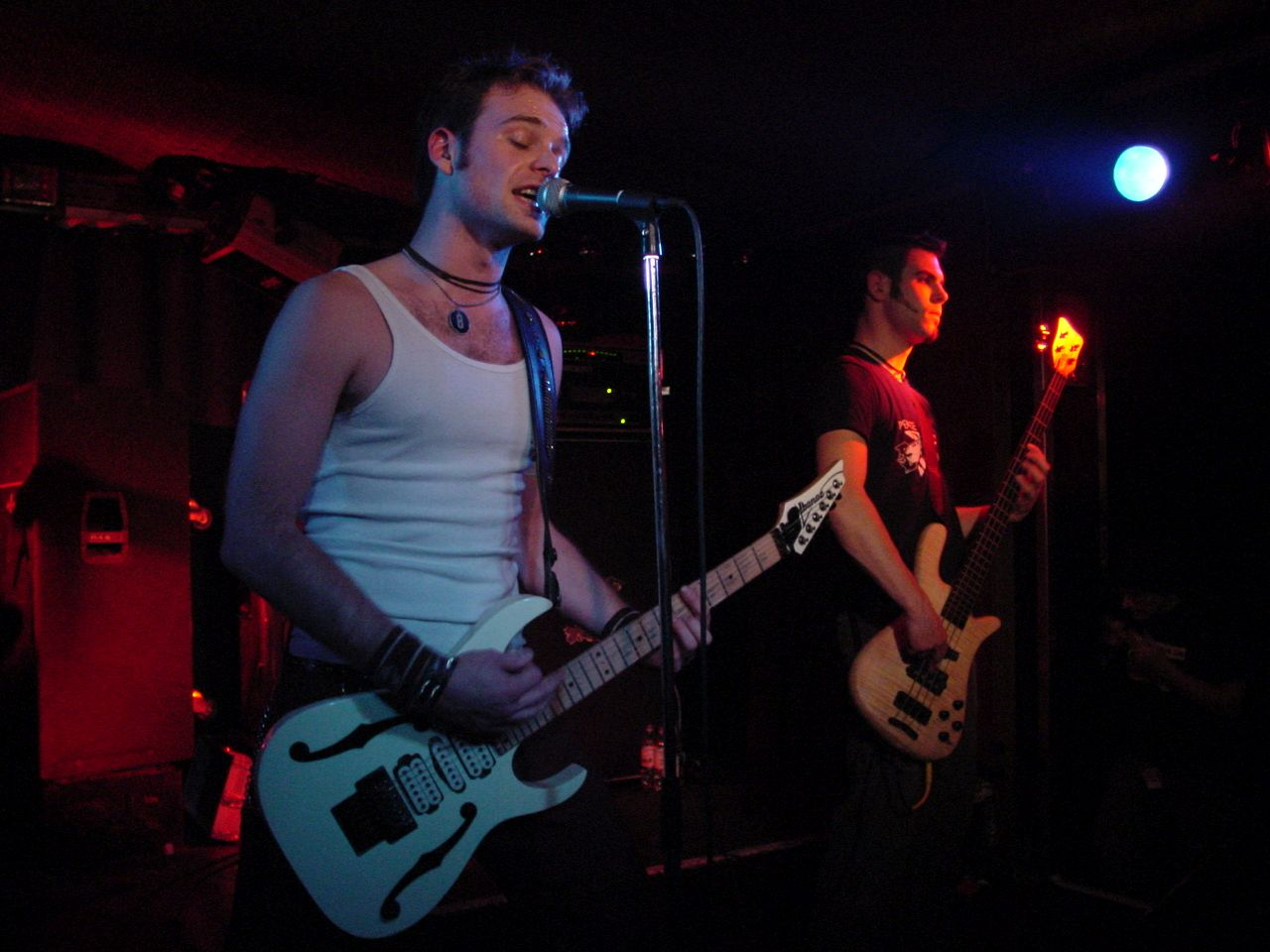
The Wohlstandskinder (2003)

Raki und Türk Travolta haben von 2006 bis 2007 zusammen mit Claus und Matze von Chefdenker und Anne von Ex-Karma Kola in der Band Tick17 gespielt. Zudem ist Raki Teil der Kölner Akustik-Country-Punkband Schmeisig.
Am 16. Mai 2015 spielten Raki, Türk und Caddy gemeinsam mit Alex von Schrottgrenze am Gesang in Köln unter dem Pseudonym "Die kleinen Luder" ein Konzert im Rahmen der Wiedervereinigung von Schrottgrenze, der Sänger der Wohlstandskinder war nicht dabei. Eine Wiederholung dieses Projektes gab es am 1. April 2017 im Kölner Sonic Ballroom anlässlich des 40ten Geburtstags von Raki.
Der Song Das Grau unserer Zeit vom Album Poppxapank beginnt mit einem Ausschnitt aus der Roman-Verfilmung von Das Siebte Kreuz von Schriftstellerin Anna Seghers von 1944.
Am 1. November 2019 wurden über Streamingdienste und per Download Proberaumdemos unter dem Namen "Wohlstandskinder – und mehr noch : Proberaumdemos 2005" veröffentlicht.

## Diskografie

### Alben
- 1997: Für Recht und Ordnung
- 1997: Poppxapank
- 1999: Delikatessen 500 SL
- 2000: En Garde
- 2002: Baby, blau!
- 2004: Dezibelkarate
- 2004: Poppxapank (Re-Release + Die 90er waren zum recyclen da-EP)
- 2005: Zwischen Image und Gewohnheit (Live 2-CD)
- 2006: Für Recht und Ordnung (Re-Release + Untot macht hirnpolitisch-EP)

### Demos
- 1996: Mit Sex verkauft sich alles besser (MC mit 50er Auflage)
- 2019: Und mehr noch: Proberaum Demos 2005

### DVD + VHS
- 2002: Wie ein Stern (VHS)
- 2005: Zwischen Image und Gewohnheit (2-DVD)

### EPs
- 1998: Die 90er waren zum recyclen da
- 2001: Untot macht hirnpolitisch (unter dem Pseudonym "Kindakacke")

### Promos
- 2000: Wir sehen uns in Las Vegas (Radiopromo)
- 2000: Wie ein Stern (Radiopromo)
- 2005: ...10 Jahre live! (Tourpromo)

### Singles
- 2002: Wie ein Stern
- 2003: Kein Radiosong
- 2004: Der Penthouse Bewohner (unveröffentlicht)